# Massy, Essonne
Massy är en kommun i departementet Essonne i regionen Île-de-France i norra Frankrike. Kommunen är chef-lieu över 2 kantoner som tillhör arrondissementet Palaiseau. År 2022 hade Massy 50 597 invånare.

## Befolkningsutveckling
Antalet invånare i kommunen Massy
| Referens: INSEE |